# Windstärke 9
Windstärke 9 ist ein deutsches Stummfilmdrama aus dem Jahre 1924 von Reinhold Schünzel.

## Handlung
Der Stahl-, Waffen- und Munitionsfabrikant John W. Samson hat in seinem Testament verfügt, dass seine Tochter erst dann Erbin seiner Firma werden darf, wenn sie ihren ungeliebten Cousin Flanaga, den Samson zu seinem Nachfolger als Leiter der Samson-Werke bestimmt hat, heiratet. Diesen rohen, rüden Zeitgenossen will Mabel jedoch auf keinen Fall zum Manne, zumal sie längst ein Auge auf den Sohn eines in der Firma des Vaters arbeitenden Angestellten, Mr. Patterson, geworfen hat. Lieber verzichtet Mabel auf den beträchtlichen Nachlass und macht sich daher aus dem Staub. Die junge Frau betritt ein großes Passagierschiff, mit dem sie die für sie schwierig gewordene Heimat hinter sich lässt. Doch Flanaga, ebenso geldgierig wie machtgeil, will sich das fette Erbe nicht entgehen lassen und reist der Tochter des Tycoons mit seiner eigenen Jacht hinterher. Als plötzlich ein Sturm aufzieht, mit einer Windgeschwindigkeit eines Orkans (= Windstärke 9), geraten die Liebenden wie auch der unsympathische Flanaga in Lebensgefahr.
Was niemand weiß: Die ganze Flucht vor Flanaga wäre eigentlich unnötig gewesen, denn Patterson hatte dem alten Samson kurz vor dessen Tode Beweise vorgelegt, die zeigen, dass Flanaga den Firmendirektor hintergeht. Daraufhin hatte John Samson sein Testament geändert und Mabel zur alleinigen Erbin ganz ohne Vorbedingungen gemacht. Am nächsten Morgen, so hatte es der Chef beabsichtigt, wollte er das Testament zum Notar bringen. Bis dahin versteckte er das Dokument hinter einem Spiegel. Dann aber starb Samson urplötzlich, und das neue Testament, von dem Patterson berichtet hatte, blieb unauffindbar. Während Flanaga bei Wind und Wetter Mabel hinterher jagt, folgt Patterson junior seiner Liebsten. Flanaga wird Mabel habhaft und verschleppt sie auf eine einsame Insel, auf der er reichlich Pulvervorräte angesammelt hat. Hier will der Schurke sie zur Eheschließung zwingen. Patterson junior, vorübergehend von Flanaga gefangen gesetzt, hat sich befreit und rettet seine Mabel aus den Händen des Schurken. Der wiederum kommt dort bei einer Explosion infolge eines Übungsschießens von anwesenden Kriegsschiffen ums Leben. Das junge Glück findet zusammen, und schließlich wird auch das neueste, das nunmehr gültige Testament, aufgefunden.

## Produktionsnotizen
Windstärke 9, auch versehen mit dem Untertitel Die Geschichte einer reichen Erbin, entstand bis Mitte 1924, passierte am 15. August 1924 die deutsche Filmzensur und wurde mit Jugendverbot belegt. Die Länge des Fünfakters betrug 1893 Meter. Die Uraufführung fand am 21. November 1924 in Berlins Tauentzienpalast statt. 
Franz Schroedter gestaltete die Filmbauten.

## Kritik
Das Tagblatt befand: „Diese ansich alltägliche Handlung ist durch die Kunst des Regisseurs in das Gewand spannender Abenteuer gekleidet. Szene und Milieu wechseln, bald sind es prachtvolle südliche Landschaften, die unser Auge entzücken, dann wieder wirkt das Meer mit seiner Urgewalt des Sturmes auf uns … Jede Szene ist lebendig, es fehlt nicht an einem gemütlichen Zug von Humor in der Handlung und so wird der Film unterhalten, was ja sein Zweck ist.“

## Einzelnachweis
1. ↑  „Windstärke 9“. In: Tagblatt, 19. Juli 1925, S. 6 (online bei ANNO).